# Шилейка, Ричардас
Ричардас Шилейка (лит. Ričardas Šileika, род. 3 апреля 1968, Аткочяй, Укмергский район) — литовский писатель и поэт, фотограф.

## Биография
Служил в Советской армии. С 1991 года работал журналистом и фотографом в газетах Купишкиса, Ионавы, Радвилишкиса, некоторое время служил старшиной экспертом отдела криминалистики в полицейском комиссариате Радвилишкес.
С 1994 года член Союза писателей Литвы. Работает в Вильнюсской художественной академии. Сотрудничает в литературных периодических изданиях Литвы.

## Издания
- Kalvaratas: eilėraščiai. Kaunas: V. Oškinio leidykla, 1992.
- Audivi. Radviliškis: Savilaida, 1997.
- Metraščiai: eilėraščiai. Vilnius: Lietuvos rašytojų sąjungos leidykla, 1998.
- Ričardo Šileikos vardo provincija nr. 345: eseistinių miniatiūrų rinkinys. Šiauliai: Saulės delta, 2003.